# Ferrari 166 S
Ferrari 166 S – samochód włoskiego koncernu z Modeny. Auto bazujące na podzespołach modelu Ferrari 125 S zdominowało tory wyścigowe przełomu lat 40. i 50. XX wieku. Model 166 S produkowany był z pięcioma różnymi nadwoziami, najsłynniejsze z nich to Spyder Corsa (9 egzemplarzy) i MM Barchetta. Konstrukcja auta opierała się na modelach poprzednich 125 S oraz 159 S. Dokonano kolejnego zwiększenia pojemności silnika do 2 litrów, dawało to moc 140 KM (przy zasilaniu 3 gaźnikowym). Zbudowano 39 egzemplarzy modelu Ferrari 166 S, wersja Spyder Corsa o numerze seryjnym 002C jest najstarszym zachowanym modelem Ferrari.

## Dane techniczne
Ogólne
- Model: 166 MM
- Lata produkcji: 1948-1950
- Cena w chwili rozpoczęcia produkcji (1947): auto nigdy nie było w sprzedaży
- Liczba wyprodukowanych egzemplarzy: 25
- Projekt nadwozia:
- Zbiornik paliwa: 90 l
- Masa własna: 650 kg
- Ogumienie:  5.90 R 15

Osiągi
- Prędkość maksymalna: 201 km/h
- Moc maksymalna: 140 KM
- 0-100 km/h: 10,3 s
- Czas przejazdu 1/4 mili: 17,4 s

Napęd
- Typ silnika: V12
- Pojemność: 1995 cm³
- Napęd: tylna oś

## Udział w wyścigach
Ferrari 166 S jako jedyny samochód w historii wygrał trzy najważniejsze wyścigi sezonu 1949 roku; 24h Le Mans, Mille Miglia (dwukrotnie 1948 i 1949) oraz 24-godzinny Spa.

## Wersja drogowa
W 1953 roku wyprodukowano kilka sztuk modelu Ferrari 166 MM/1953.

## Wartość obecna
Cena rynkowa 1 250 000 € (w roku 2005) – dotyczy modelu, którego podane są osiągi tj. Ferrari 166 MM Barchetta z roku 1948.